# 26. prosinec
26. prosinec je 360. den roku podle gregoriánského kalendáře (361. v přestupném roce). Do konce roku zbývá 5 dní. V tento den se slaví 2. svátek vánoční neboli Svátek svatého Štěpána.

## Události

### Česko
- 1349 – Karel IV. udělil svému bratrovi Janu Jindřichovi jako léno Moravské markrabství.

### Svět

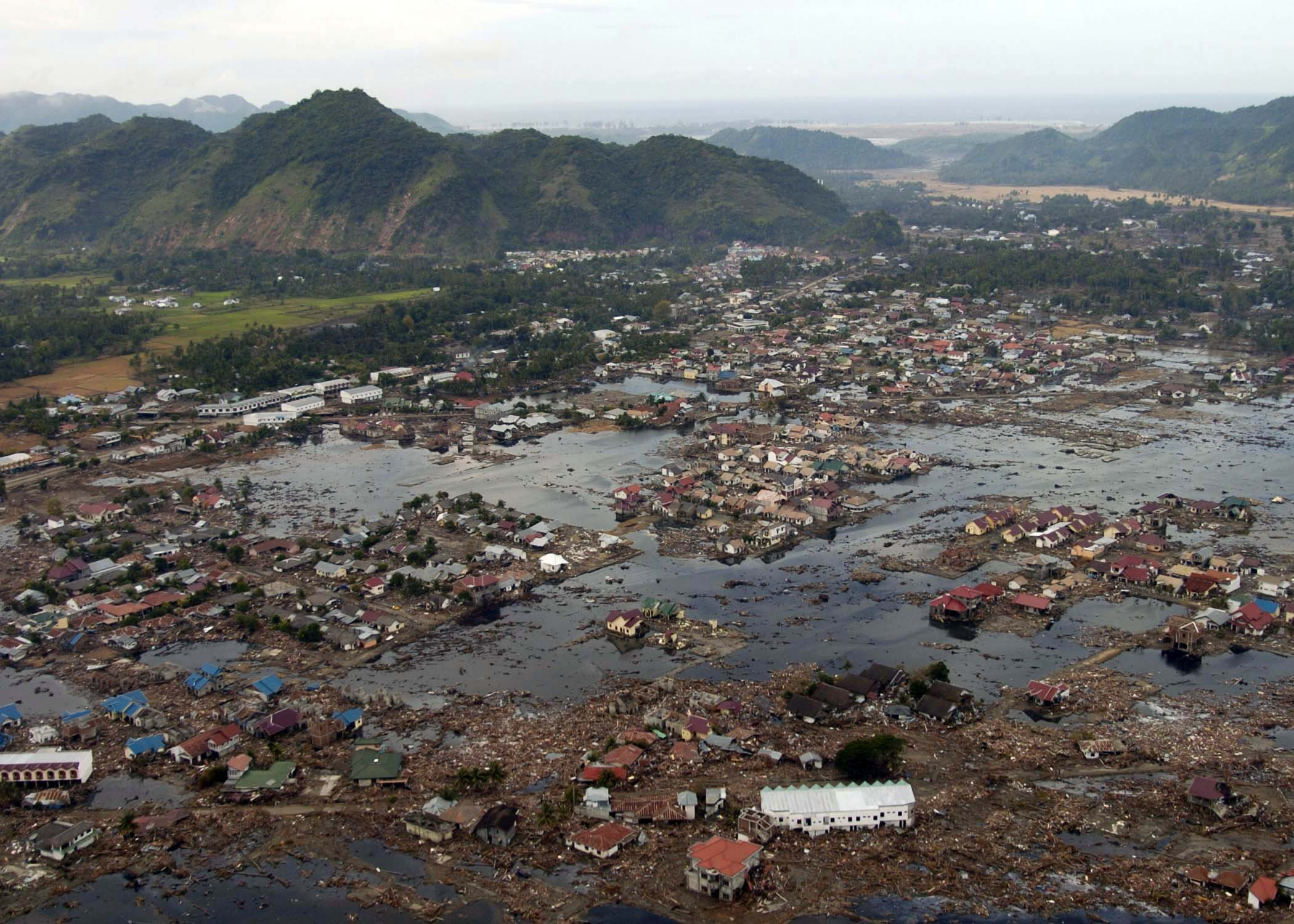
Zničené město na Sumatře po úderu vlny tsunami (2004).

- 1805 – Podepsání Prešpurského míru.
- 1825 – Povstání děkabristů v Rusku proti caru Mikuláši I.
- 1898 – Pierre a Marie Curie oznámili objev nového chemického prvku, později nazvaného radium.
- 1945 – Polsko anektovalo téměř celé Pruské Slezsko.
- 1991
  - Volby v Alžírsku vyhrála Islámská fronta spásy (FIS) fundamentalistických muslimů.
  - Rozpad Sovětského svazu formálně schválen Nejvyšším sovětem. Uznání 15 nových a obnovených nezávislých států.
- 2004
  - Na severu indonéského ostrova Sumatra došlo ke třetímu nejsilnějšímu zaznamenanému zemětřesení (o síle 9,3 Mw) a vyvolalo rozsáhlou vlnu tsunami, která zasáhla pobřeží celého Indického oceánu a vyžádala si více než 227 tisíc obětí.
  - Opakované druhé kolo prezidentských voleb na Ukrajině vyhrál opoziční lídr Viktor Juščenko se ziskem 52 % hlasů.
  - U Mezinárodní kosmické stanice ISS přistála ruská nákladní loď Progress s nákladem zásob a vánočních dárků pro dvoučlennou rusko-americkou posádku.

## Narození

### Česko

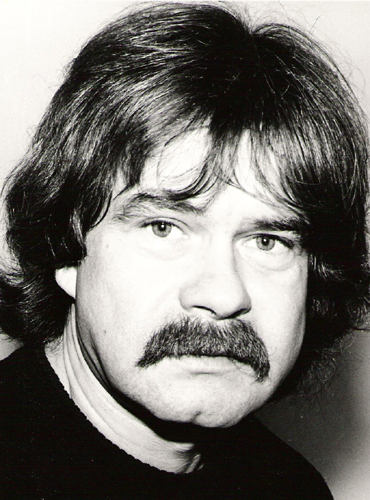
Petr Rezek (* 1942)

- 1678 – pokřtěn Karel Slavíček, katolický kněz, jezuita, misionář v Číně († 24. srpna 1735)
- 1679 – Štěpán Vilém Kinský, šlechtic a politik, rakouský diplomat a důstojník († 12. března 1749)
- 1700 – Emanuel Václav Krakowský z Kolowrat, šlechtic († 14. červen 1769)
- 1736 – Augustin Šenkýř, hudební skladatel, varhaník, gambista a houslista († 16. ledna 1796)
- 1816 – Thomas Stefanides, rakousko-český politik († 10. března 1892)
- 1825 – František Štěpán Kott, český pedagog, lexikograf a překladatel († 3. srpna 1915)
- 1826 – Emanuel Kletečka, rakousko-český politik († 21. srpna 1895)
- 1845 – Štěpán Pučálka, lékař, organizátor kulturního života a politik († 2. února 1914)
- 1853
  - Lucie Bakešová, česká etnografka a sociální pracovnice († 2. dubna 1935)
  - Josef Čermák, podnikatel a starosta Rakovníka († 26. května 1917)
- 1855 – Václav Krotký, kladenský stavitel († 6. července 1920)
- 1863 – Marian Rombald z Hochinfelsenu, šlechtic a politik († 12. ledna 1924)
- 1865 – František Klubal, podnikatel, karosář a motorista († 20. dubna 1921)
- 1869 – Anton Lande, rakousko-český politik († 6. března 1931)
- 1870 – František Palata, pedagog a latiník († 2. dubna 1946)
- 1871 – Joža Hercíková-Potocká, novinářka, spisovatelka, překladatelka († 12. prosince 1931)
- 1873 – Karel Moor, skladatel a dirigent, († 30. března 1945)
- 1878 – Štěpán Habarta, československý politik († 17. března 1939)
- 1880 – Arnošt Heinrich, československý novinář a politik († 3. května 1933)
- 1886 – Jan Šeba, československý politik a diplomat († 25. července 1953)
- 1888
  - Jaromír Klika, český botanik († 12. května 1957)
  - Max Lobkowicz, český šlechtic, politik a diplomat († 1. dubna 1967)
  - Milka Balek-Brodská, divadelní a filmová herečka, rekordmanka v počtu natočených filmů († 8. říjen 1961)
- 1889 – Alois Petr, československý politik, ministr dopravy († 14. prosince 1951)
- 1895 – Štěpán Ješ, inženýr a stavební podnikatel († 3. prosince 1966)
- 1899
  - Jan Svoboda, český jazykovědec († 4. dubna 1973)
  - Eduard Žáček, funkcionalistický architekt († 10. září 1973)
- 1906 – Magda Jansová, architektka († 17. ledna 1981)
- 1909
  - Oldřich Nejedlý, československý fotbalista, († 11. června 1990)
  - Jan Pacák, filmový architekt a pedagog FAMU († 22. prosince 1986)
- 1914 – Eduard Farda, československý hokejový trenér, († 25. ledna 1961)
- 1915
  - Josef Čapka, pilot 311. československé bombardovací perutě RAF († 19. července 1973)
  - Miroslav Hudeček, politik († ?)
- 1920 – František Čejka, fotbalista († 5. července 2008)
- 1922 – Josef Nowara, československý politik († ?)
- 1924
  - Jaroslav Celba, jazzový kytarista a skladatel († 27. února 2013)
  - Hugo Pavel, básník, spisovatel, starší bratr Oty Pavla († 29. ledna 2014)
- 1927 – Dušan Hendrych, odborník na správní právo († 25. ledna 2021)
- 1929 – Ivo Niederle, český herec († 8. ledna 2021)
- 1930 – František Filip, režisér († 9. ledna 2021)
- 1933
  - Jiří Bezecný, český a československý politik
  - Ladislav Chabr, hokejista
- 1935 – Ervín Szala, fotbalista († 7. července 2014)
- 1936
  - Ivo Medek Kopaninský, malíř, kolážista, restaurátor a spisovatel
  - Jaroslav Petřík, politik
- 1937 – Jiří Kout, český dirigent
- 1938 – Jiří Dunaj, fotbalový trenér († 8. září 2021)
- 1939 – Jan Solpera, český typograf, grafik a pedagog
- 1942 – Petr Rezek, zpěvák, kytarista, hudební skladatel a textař
- 1943 – Pavel Ploc, biatlonista († 3. února 2024)
- 1944 – Pavel Pěnkava, atlet, běžec na střední a dlouhé tratě
- 1947
  - Josef Janíček, český muzikant
  - Jaromír Votík, fotbalista a trenér
- 1950 – Hanuš Bor, český herec
- 1952 – Helena Uhlířová, politička
- 1953
  - Kamila Ženatá, výtvarná umělkyně a skupinová psychoanalytička
  - František Ondruš, politik
- 1954 – Pavel Klinecký, teolog a farář
- 1956 – Otakar Karlas, český grafik, typograf a pedagog
- 1957
  - Pavel Fajt, avantgardní bubeník, hudební aranžér a producent
  - Petr Jirmus, akrobatický pilot
- 1958 – Aleš Jarý, herec († 4. července 2015)
- 1960 – Otakar Janecký, hokejový trenér
- 1962
  - Jana Hochmannová, spisovatelka, novinářka, esejistka
  - Lubomír Červenka, duchovní Českobratrské církve evangelické
- 1966 – Dušan Foltýn, historik, monasteriolog
- 1968 – Tom Philipp, politik a lékař
- 1971 – Martin Filip, hokejista
- 1973
  - Tomáš Klimt, hokejista
  - Ondřej Lukeš, reprezentant v cyklokrose
- 1974 – Radek Čížek, fotbalista
- 1975 – Radek Ptáček, klinický psycholog, psychoterapeut, soudní znalec
- 1976 – Andrea Absolonová, skokanka do vody a pornoherečka († 9. prosince 2004)
- 1977
  - Iveta Dudová, fotbalistka
  - Jana Smiggels Kavková, feministka a aktivistka
- 1983 – Luděk Jurečka, basketbalista
- 1986 – David Deyl, zpěvák a hudební skladatel
- 1989 – Tomáš Kundrátek, hokejový obránce
- 1992 – Vojtěch Mozík, lední hokejista
- 1993 – Miloš Kopečný, fotbalista

### Svět

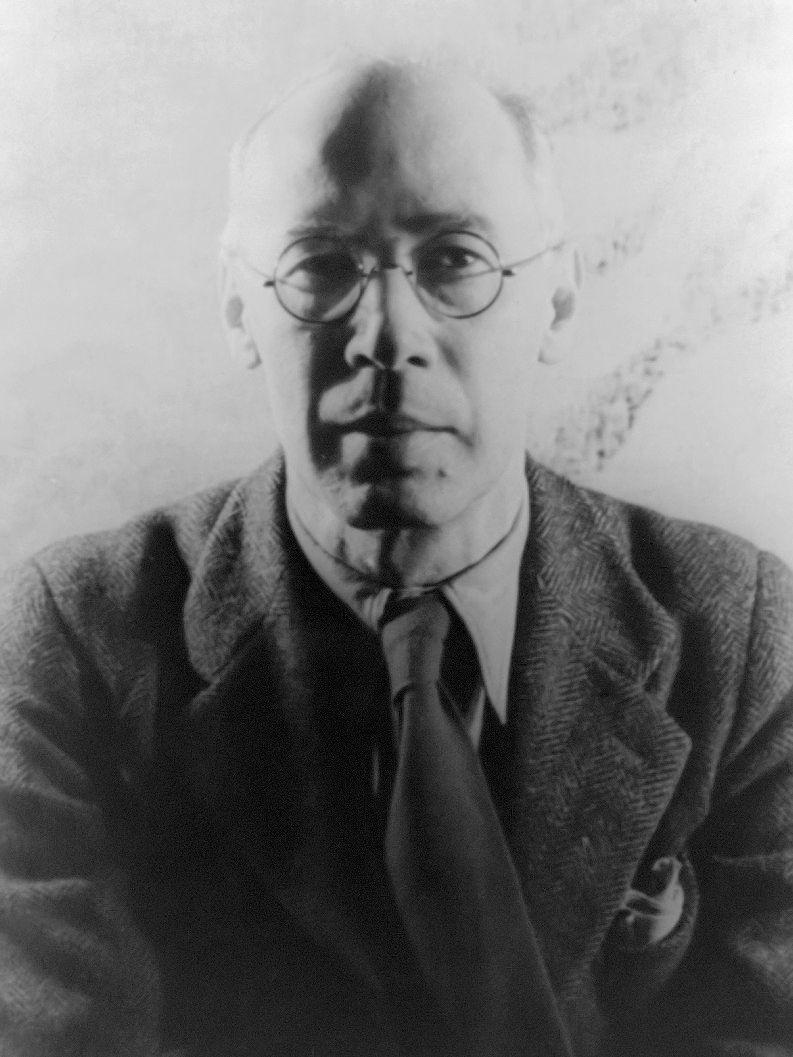
Henry Miller (* 1891)

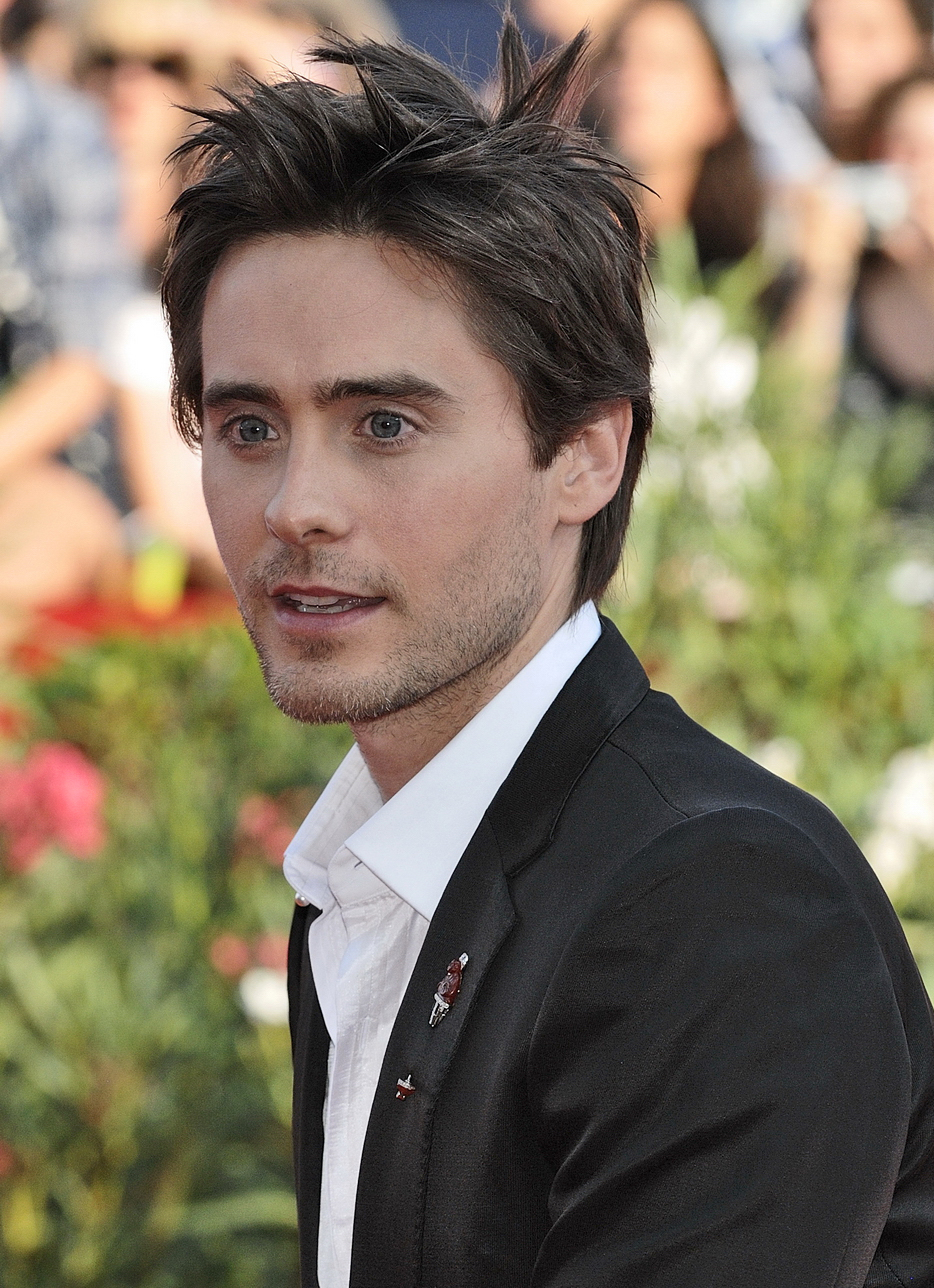
Jared Leto (* 1971)

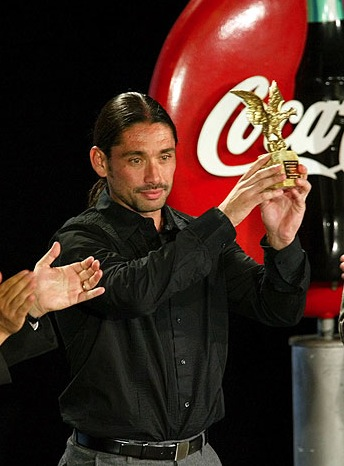
Marcelo Ríos (* 1975)

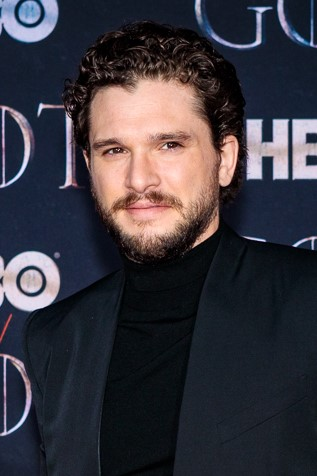
Kit Harington (*1986)

- 0973 – Abú al-Aláʾ al-Maʾarrí, arabský básník a filozof († 10./21. května 1057)
- 1194 – Fridrich II. Štaufský, císař Svaté říše římské († 13. prosince 1250)
- 1536 – I I, korejský neokonfuciánský filozof († 27. února 1584)
- 1606 – Filiberto Lucchese, italský architekt, sochař a geometr († 21. května 1666)
- 1618 – Alžběta Falcká, dcera českého krále Fridricha Falckého († 8. února 1680)
- 1646 – Isabela Markéta Orléanská, francouzská vévodkyně a šlechtična († 17. března 1696)
- 1671 – Filip Ludvík Václav ze Sinzendorfu, rakouský státník a diplomat († 8. února 1742)
- 1687 – Johann Georg Pisendel, německý houslista a hudební skladatel († 25. listopadu 1755)
- 1698 – Filippo della Valle, italský sochař († 29. dubna 1768)
- 1716 – Thomas Gray, anglický básník a historik († 30. července 1771)
- 1721 – William Collins, anglický preromantický básník († 12. června 1759)
- 1734 – George Romney, britský malíř († 15. listopadu 1802)
- 1737 – Fridrich Josias Sasko-Kobursko-Saalfeldský, vojevůdce v rakouských službách († 26. února 1815)
- 1742 – Ignác Antonín Born, rakouský osvícenec, mineralog a geolog († 24. července 1791)
- 1751 – Klement Maria Hofbauer, rakouský katolický kněz, světec, patron Vídně († 15. března 1820)
- 1756 – Bernard Germain de Lacépède, francouzský přírodovědec a aktivní svobodný zednář († 6. října 1825)
- 1766 – Henry Conyngham, 1. markýz Conyngham, irský šlechtic, britský politik, generál a dvořan († 28. prosince 1832)
- 1769 – Ernst Moritz Arndt, německý nacionalistický a demokratický spisovatel († 29. ledna 1860)
- 1770 – Pierre Cambronne, francouzský generál († 29. ledna 1842)
- 1771 – Julie Clary, manželka Josefa Bonaparta, španělská královna († 7. dubna 1845)
- 1777 – Ludvík II. Hesenský, hesenský velkovévoda († 16. června 1848)
- 1780 – Mary Somerville, britská vědkyně a spisovatelka ze Skotska († 28. listopadu 1872)
- 1783 – Ludvík Arnošt Buquoy, rakouský grafik, malíř a kreslíř († 14. února 1834)
- 1791 – Charles Babbage, britský matematik, filosof a informatik († 18. října 1871)
- 1803 – Friedrich Reinhold Kreutzwald, estonský spisovatel († 25. srpna 1882)
- 1806
  - Ramón Cabrera, karlistický velitel († 24. května 1877)
  - Josyf Dynec, rakouský politik rusínské národnosti († ?)
- 1808 – Albert Grisar, belgický operní skladatel († 15. června 1869)
- 1822 – Štefan Marko Daxner, slovenský šlechtic, politik, právník, ekonom, publicista († 11. dubna 1891)
- 1825 – Felix Hoppe-Seyler, německý fyziolog a chemik († 10. srpna 1895)
- 1827 – Ellen G. Whiteová, spoluzakladatelka amerických adventistů sedmého dne († 16. července 1915)
- 1837
  - Johann Fuchs, rakouský lékař a politik († 20. dubna 1916)
  - Nikolaus Wrede, rakousko-uherský diplomat a generál († 1. srpna 1909)
- 1839 – Hermann August Seger, německý chemik († 30. října 1893)
- 1845
  - Edward Rittner, předlitavský státní úředník, právník a politik († 27. září 1899)
  - Nikolaj Nikolajevič Zlatovratskij, ruský spisovatel, představitel slavjanofilského křídla narodnictví († 23. prosince 1911)
- 1853 – Wilhelm Dörpfeld, německý architekt a archeolog († 25. dubna 1940)
- 1857 – William B. Post, americký fotograf († 12. června 1921)
- 1858 – Owen Morgan Edwards, velšský historik a spisovatel († 15. května 1920)
- 1861 – Emil Wiechert, německý fyzik a seismolog († 19. března 1928)
- 1863 – Charles Pathé, francouzský průkopník filmu († 25. prosince 1957)
- 1864 – Yun Chi-ho, korejsky aktivista v hnutí za nezávislost († 9. prosinec 1945)
- 1867 – Julien Benda, francouzský filozof a spisovatel († 7. června 1956)
- 1869 – Moisej Salomonovič Nappelbaum, ruský fotograf († 13. června 1958)
- 1872 – Norman Angell, anglický pedagog, novinář a politik († 7. října 1967)
- 1880 – Elton Mayo, australský psycholog a sociolog († 7. září 1949)
- 1883
  - Johann Paul Kremer, německý lékař, nacistický válečný zločinec († 8. ledna 1965)
  - Maurice Utrillo, francouzský malíř († 5. listopadu 1955)
- 1884
  - Félix Éboué, francouzský politik a koloniální úředník († 17. května 1944)
  - Štefan Bazala, slovenský politik a meziválečný poslanec († 1943)
- 1886 – Gyula Gömbös, maďarský šlechtic, politik a premiér († 6. října 1936)
- 1889 – Jan Szeruda, polský evangelický teolog († 21. března 1962)
- 1890
  - Percy Hodge, britský olympijský vítěz 1920 († 27. prosince 1967)
  - Rainer von Fieandt, finský bankéř a premiér († 28. dubna 1972)
- 1891
  - Henry Miller, americký spisovatel († 7. června 1980)
  - Heikki Kähkönen, finský zápasník († 30. června 1962)
- 1892 – Štefan Krčméry, slovenský básník, literární historik a kritik († 17. února 1955)
- 1893 – Mao Ce-tung, čínský politik, dlouholetý předseda Komunistické strany Číny († 9. září 1976)
- 1899
  - Leopold Mannes, americký hudebník, vynálezce barevného reverzního filmu († 11. srpna 1964)
  - Ivan Zjatyk, ukrajinský řeckokatolický kněz, oběť komunistického režimu, blahoslavený († 17. května 1952)
- 1901 – Peter van de Kamp, nizozemsko-americký astronom († 18. května 1995)
- 1903 – Felice Gasperi, italský fotbalista († 23. květen 1982)
- 1904 – Alejo Carpentier, kubánský romanopisec a muzikolog († 24. dubna 1980)
- 1905
  - Anfilogino Guarisi, brazilsko-italský fotbalista († 8. června 1974)
  - Mario Varglien, italský fotbalista († 11. srpna 1978)
- 1907 – Gabriele Allegra, italský biblista, blahoslavený († 26. ledna 1976)
- 1911
  - Renato Guttuso, italský malíř († 18. ledna 1987)
  - Ernst Tiburzy, německý velitel praporu 25/82 Volkssturm († 14. listopadu 2004)
- 1913 – Frank Swift, anglický fotbalista († 6. února 1958)
- 1914
  - Marie Františka Savojská, italská princezna († 7. prosince 2001)
  - Baba Amte, indický aktivista († 9. února 2008)
  - Richard Widmark, americký herec († 2008)
- 1918
  - Georgios Rallis, premiér Řecka († 15. března 2006)
  - Butch Ballard, americký jazzový bubeník († 1. října 2011)
- 1920 – Tibor Bohdanovský, slovenský a československý politik († 5. října 1996)
- 1921 – Steve Allen, americký komik, herec, spisovatel, hudebník a hudební skladatel († 30. října 2000)
- 1922 – Asdrúbal Bayardo, uruguayský automobilový závodník († 9. července 2006)
- 1924 – Eli Kohen, izraelský špion, národní hrdina († 18. května 1965)
- 1927
  - Milan Adámek, slovenský a československý politik († 3. dubna 2011)
  - Alan King, americký komik († 9. května 2004)
- 1928
  - Martin Cooper, americký vynálezce
  - Mordechaj Bar On, izraelský politik († 7. března 2021)
- 1929 – Daniel Štefan Veselý, slovenský evangelický farář, teolog a historik († 21. září 2000)
- 1930
  - Jean Ferrat, francouzský zpěvák a básník († 13. března 2010)
  - Uvajs Achtajev, sovětský basketbalista čečenské národnosti († 12. června 1978)
- 1931
  - Roger Piantoni, francouzský fotbalový útočník italského původu († 26. května 2018)
  - Kamal Hanna Bathish, palestinský katolický kněz
- 1932 – Maximilian Aichern, rakouský římskokatolický kněz, emeritní biskup Lince
- 1933
  - Owen Edwards, velšský televizní hlasatel († 30. srpna 2010)
  - Olavi Salsola, finský atlet († 8. října 1995)
- 1934 – Martín Pando, argentinský fotbalista († 7. května 2021)
- 1935
  - Gnassingbé Eyadéma, třetí prezident Toga († 5. února 2005)
  - Norm Ullman, kanadský hokejový útočník
- 1936
  - Stevie Chalmers, skotský fotbalový útočník († 29. dubna 2019)
  - Otello Profazio, italský zpěvák a kytarista
- 1937
  - John Horton Conway, britský matematik († 11. dubna 2020)
  - Wolfgang Hromadka, německý právník a emeritní profesor na univerzitě v Pasově
- 1938 – Mirko Kovač, chorvatský, srbský i černohorský spisovatel († 19. srpna 2013)
- 1939
  - Eduard Kukan, slovenský politik († 10. února 2022)
  - Phil Spector, americký hudební producent († 16. ledna 2021)
  - Jurij Gorbunov, ruský operní pěvec vystupující v Brně
- 1940
  - Edward C. Prescott, americký ekonom, Nobelova cena 2004
  - Teruki Mijamoto, japonský fotbalista († 2. únor 2000)
- 1942
  - Ján Ondrášek, slovenský fotbalista
  - Rob de Nijs, nizozemský zpěvák
- 1946
  - Joseph Sifakis, řecko-francouzský informatik
  - Júsuke Ómi, japonský fotbalista
- 1947
  - Dušan Zbončák, slovenský fotbalista († 15. července 2017)
  - Jean Echenoz, francouzský spisovatel a sociolog
  - Viktor Iljin, sovětský občan, který spáchal neúspěšný atentát na Brežněva
  - Jioji Konrote, fidžijský politik, generálmajor a prezident
- 1949 – José Ramos-Horta, prezident Východního Timoru
- 1950 – Barbara Barrettová, americká manažerka a republikánská politička
- 1951
  - John Scofield, americký jazzový kytarista
  - Paul Quinn, britský heavymetalový kytarista
  - José Horacio Gómez, americký římskokatolický kněz mexického původu
- 1952 – Aleksandr Ankvab, prezident Abcházie
- 1953
  - Toomas Hendrik Ilves, estonský prezident
  - Vladimir Lobanov, bývalý sovětský rychlobruslař († 29. srpna 2007)
  - Henning Schmitz, německý hráč na syntezátory a zvukový inženýr
  - Leonel Fernández, dominikánský právník a akademik, prezident
- 1954
  - Ján Mičovský, slovenský lesník, protikorupční aktivista
  - Roy Jacobsen, norský spisovatel
- 1957
  - Jaroslav Kekely, slovenský fotbalista
  - Guy Barker, britský jazzový trumpetista a skladatel
  - Gerd Schwerhoff, německý historik
- 1958 – Šota Chabareli, reprezentant Sovětského svazu v judu,olympijský vítěz
- 1959
  - Kashif, americký hudebník († 25. září 2016)
  - Nobuko Džašimaová, japonská fotbalistka
- 1961
  - Tahnee Welch, americká herečka
  - Andrew Lock, australský horolezec
- 1962
  - Jean-Marc Ferreri, francouzský fotbalista
  - James Kottak, americký bubeník († 9. ledna 2024)
  - Volker Kutscher, německý spisovatel a novinář
  - Eli Jišaj, izraelský politik
- 1963 – Lars Ulrich, bubeník skupiny Metallica
- 1965
  - Rudolf Rehák, slovenský fotbalista
  - Mazinho Oliveira, brazilský fotbalista a reprezentant
- 1967 – Vibeke Tandberg, norská umělkyně a fotografka
- 1968 – Darren Barber, kanadský veslař
- 1969
  - Thomas Linke, německý fotbalista
  - Meredith Michaelsová-Beerbaumová, německá jezdkyně amerického původu
  - Isaac Viciosa, španělský atlet
- 1970 – Radka Zrubáková, slovenská tenistka
- 1971
  - Jared Leto, herec, zpěvák a kytarista skupiny 30 Seconds to Mars
  - Džun’iči Inoue, japonský rychlobruslař
- 1972 – Robert Muchamore, anglický spisovatel
- 1974 – Jukiru Sugisaki, japonská mangaka
- 1975
  - Marcelo Ríos, bývalý chilský tenista
  - María Vascová, španělská atletka
  - Alexandria Wailes, americká neslyšící herečka
- 1976
  - Andy Delmore, kanadský hokejista
  - Anna-Maria Gradanteová, reprezentantka Německa v judu
  - Janina Karolčiková, běloruská atletka
- 1977 – Sofia Bekatoruová, řecká jachtařka
- 1979 – Keivi Pintová, venezuelská zápasnice
- 1980 – Čo Čung-sok, jihokorejský herec
- 1982 – Aksel Lund Svindal, norský lyžař
- 1983 – Gabriele Hirschbichlerová, německá rychlobruslařka
- 1984 – Alex Schwazer, italský atlet
- 1985 – Beth Behrs, americká herečka
- 1986
  - Huggo Lloris, fotbalový brankář
  - Kit Harington, britský herec
  - Bori Csuha, maďarská herečka
  - Tamás Lőrincz, maďarský zápasník klasik
  - Mauro Vinícius da Silva, brazilský atlet
- 1987
  - Carolina Eycková, lužickosrbská hráčka na těremin
  - Michail Kukuškin, kazachstánský profesionální tenista
  - Oskar Osala, finský hokejista
  - Emmanuel Sarki, nigerijsko-haitský fotbalový záložník
- 1988 – Šiho Ogawaová, japonská fotbalista
- 1989
  - Yohan Blake, jamajský sprinter
  - Sufján Fighúlí, francouzsko-alžírský fotbalový záložník
- 1990
  - Jon Bellion, americký pop muzikant a skladatel
  - Andy Biersack, americký zpěvák, skladatel písní a pianista
  - Děnis Čeryšev, ruský profesionální fotbalista
  - Aaron Ramsey, velšský fotbalový záložník a reprezentant
  - Telusa Veainu, tonžský ragbista
- 1992 – Jade Thirlwall, členka anglické dívčí skupiny Little mix
- 1994
  - Souleymane Coulibaly, fotbalista Pobřeží slonoviny
  - Andrea Poová, mexická zápasnice
- 1997 – Tamara Zidanšeková, slovinská tenistka

## Úmrtí

### Česko
- 1439 – Konrád z Vechty, verdenský a olomoucký biskup a pražský arcibiskup (* asi 1364)
- 1719 – Valentin Bernard Jestřábský, římskokatolický kněz, kazatel a barokní spisovatel (* 1630)
- 1725 – Jan František Beckovský, spisovatel a historik (* 18. srpna 1658)
- 1733 – Pavel Ignác Bayer, český barokní architekt (* 1656)
- 1765 – Jan Damascén Rosin, františkán, kněz a teolog (* ?)
- 1778 – Jakub Vogler, františkán působící v českých zemích (* ?)
- 1850 – Anton Rösler, hudební skladatel, varhaník (* 26. května 1785)
- 1875 – Augusta Auspitz-Kolářová, česko-rakouská klavíristka a hudební skladatelka (* 19. března 1844)
- 1886 – Theodor von Oppolzer, česko-rakouský astronom (* 26. října 1841)
- 1887 – Václav Šimerka, český kněz, matematik, fyzik a filosof (* 20. prosince 1819)
- 1893 – Alois Turek, architekt a mecenáš umění (* 20. července 1810)
- 1900 – František Demel, generální vikář litoměřické diecéze (* 31. října 1823)
- 1901 – Vincenc Brandl, moravský archivář a historik (* 5. dubna 1834)
- 1906 – Vladislav Kalousek, klasický filolog (* 12. června 1863)
- 1910 – Josef Müller, ředitel hlavní mincovny ve Vídni a poslanec Českého zemského sněmu (* 2. listopadu 1834)
- 1917 – Ludvík Seyvalter, katolický duchovní (* 10. července 1857)
- 1920 – Jakub Virgil Holfeld, klavírní pedagog (* 27. listopadu 1835)
- 1923
  - Vojtěch Eduard Šaff, sochař a pedagog působící ve Vídni a Brně (* 17. června 1865)
  - Karel Žádník, malíř a kreslíř (* 18. července 1847)
- 1925 – Jan Letzel, český stavitel a architekt (* 9. dubna 1880)
- 1932 – Vladimír Vávra, zápasník, reprezentant v řecko-římském stylu (* 8. ledna 1905)
- 1934 – Karel Emanuel ze Žerotína, moravský šlechtic a politik (* 16. srpna 1850)
- 1935 – Anna Zahradníková-Plešingrová, spisovatelka a překladatelka (* 13. března 1870)
- 1941 – Bohuslava Sokolová, pedagožka, spisovatelka, překladatelka a publicistka (* 4. března 1860)
- 1943 – Benjamin Klička, lékař a spisovatel (* 20. listopadu 1897)
- 1948 – Augustin Alois Neumann, historik a profesor církevních dějin (* 14. června 1891)
- 1951 – Arnošt Czech z Czechenherzu, český spisovatel (* 23. srpna 1878)
- 1957 – Marek Čulen, československý politik, ministr zemědělství Slovenské republiky (* 8. března 1887)
- 1960 – Bohuslav Horák, historický geograf, profesor a vysokoškolský pedagog (* 3. března 1881)
- 1963 – Josef Juran, komunistický politik (* 12. února 1885)
- 1967 – Bohuslav Řehák, učitel, zemský školní inspektor, dlouholetý skautský činovník (* 17. března 1895)
- 1969
  - Josef Lukl Hromádka, český protestantský filozof (* 8. června 1889)
  - Jiří Šlitr, hudební skladatel, instrumentalista (virtuózní klavírista), zpěvák, herec a výtvarník (* 15. února 1924)
- 1971 – Jaroslav Černík, legionář, důstojník československé armády a odbojář (* 6. prosince 1894)
- 1977 – Ivan Řezáč, český hudební skladatel (* 5. listopadu 1924)
- 1978 – Ludvík Souček, spisovatel (* 17. května 1926)
- 1980 – Štěpán Kobylka, politik (* 25. dubna 1909)
- 1983 – Přemysl Doberský, hlavní dietolog Ministerstva zdravotnictví (* 20. srpna 1918)
- 1986 – Oldřich Marek, entomolog (* 3. dubna 1911)
- 1990 – Ada Novák, grafik, malíř, fotograf (* 12. února 1912)
- 1998 – Věra Frömlová–Zezuláková, malířka a restaurátorka (* 3. srpna 1924)
- 1999 – Karel Houba, spisovatel a překladatel (* 26. února 1920)
- 2000 – Milan Albich, malíř, grafik, ilustrátor a typograf (* 9. června 1925)
- 2005 – Jiří Cejpek, informační vědec a knihovník (* 20. února 1928)
- 2007 – Jiří Vaďura, fotbalista a trenér (* 4. března 1965)
- 2008 – Jaroslav Fikejz, atlet, který se věnoval skoku do dálky (* 24. dubna 1927)
- 2009 – Jaroslav Moučka, herec (* 9. listopadu 1923)
- 2010 – Osvald Klapper, malíř, ilustrátor, grafik, typograf a scénograf (* 10. července 1930)
- 2011 – Hana Mejdrová, česká historička a levicová intelektuálka (* 7. července 1918)
- 2013 – Igor Vavrda, kytarista, saxofonista, houslista, pianista, hudební skladatel (* 6. listopadu 1948)
- 2015
  - Evžen Rattay, violoncellista (* 11. prosince 1945)
  - Eva Kolihová, přednostka Ústředního radiodiagnostického oddělení Dětské fakultní nemocnice (* 4. května 1928)
- 2016
  - Petr Hájek, vědec v oblasti matematické logiky (* 6. února 1940)
  - Jindřich Urbánek, právník, soudce Nejvyššího soudu zabývající se trestním právem (* 22. června 1951)
- 2018 – Vladimír Svatoň, rusista a komparatista, profesor ruské a srovnávací literatury (* 19. července 1931)
- 2019
  - Stanislava Lekešová, televizní hlasatelka, moderátorka a konferenciérka (* 29. května 1956)
  - Alois Martan, malíř a restaurátor (* 15. září 1926)
- 2020 – Jiří Sláma, archeolog a historik (* 23. listopadu 1934)
- 2021 – Karel Šiktanc, básník, textař a scenárista (* 10. července 1928)

### Svět

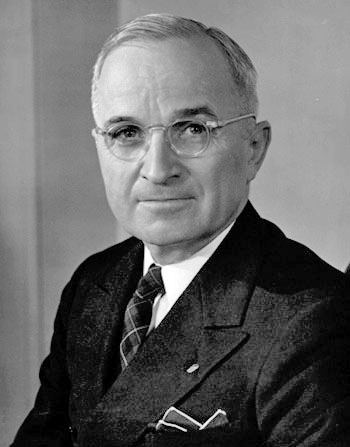
Harry S. Truman († 1972)

- 0268 – svatý Dionýsius, 25. papež katolické církve (* ?)
- 1278 – Boleslav II. Lysý, vratislavský, hlohovský a lehnický kníže (* mezi 1220 a 1225)
- 1302 – Valdemar I. Švédský, švédský král (* 1243)
- 1441 – Niccolò III. d'Este, markýz z Ferrary (* 9. listopadu 1383)
- 1476 – Galeazzo Maria Sforza, druhý vévoda milánský (* 24. ledna 1444)
- 1530 – Bábur, indický vládce, zakladatel Mughalské říše (* 14. února 1483)
- 1584 – Giovanni Francesco Commendone, italský kardinál a diplomat (* 17. března 1523)
- 1619 – Jan Karel Habsburský, rakouský arcivévoda, syn císaře Ferdinanda II. (* 1. listopadu 1605)
- 1624 – Simon Marius, německý astronom (* 10. ledna 1573)
- 1646 – Jindřich II. Bourbon-Condé, princ de Condé, syn Jindřicha I. Bourbona (* 1. září 1588)
- 1675 – Gabriel de Rochechouart de Mortemart, francouzský šlechtic a otec markýzy de Montespan (* 1600)
- 1740 – Antonín Rombald Collalto, italský šlechtic ze starobylého rodu Collaltů (* 9. března 1681)
- 1771 – Claude Adrien Helvétius, francouzský filosof (* 1715)
- 1775 – Jelizaveta Alexejevna Tarakanovová, falešná uchazečka o ruský trůn (* asi 1745)
- 1784 – Otto Friedrich Müller, dánský přírodovědec (* 11. března 1730)
- 1818 – Marie Isabela Portugalská, španělská královna, manželka Ferdinanda VII. (* 19. května 1797)
- 1820 – Joseph Fouché, francouzský politik (* 21. květen 1759)
- 1825 – Antonín Hardegg, rakouský generál (* 8. října 1773)
- 1831 – Jan Filip Frimont, rakouský generál francouzského původu (* 3. ledna 1759)
- 1882 – Henri Le Secq, francouzský malíř a fotograf (* 18. srpna 1818)
- 1883 – Giacomo Di Chirico, italský malíř (* 27. ledna 1844)
- 1885 – Julius Anton Glaser, ministr spravedlnosti Předlitavska (* 19. března 1831)
- 1886 – Robert Herzog, německý římskokatolický kněz (* 17. února 1823)
- 1890 – Heinrich Schliemann, německý podnikatel a archeolog (* 6. ledna 1822)
- 1896
  - Lina Jonn, švédská průkopnice v oblasti fotografického průmyslu (* 8. března 1861)
  - Emil du Bois-Reymond, německý lékař a fyziolog (* 7. listopadu 1818)
- 1903 – Giuseppe Zanardelli, italský politik a právník (* 26. října 1826)
- 1909
  - Frederic Remington, americký malíř (* 4. října 1861)
  - William Abner Eddy, americký novinář, fotograf a vynálezce (* 28. ledna 1850)
- 1910 – Gustav Warneck, německý evangelický teolog (* 6. března 1834)
- 1915
  - Alexander Mocsáry, maďarský entomolog (* 27. září 1841)
  - Arnošt Filip Hohenlohe, německý šlechtic a dědičný bavorský princ (* 5. června 1853)
- 1916 – Janis Rozentāls, lotyšský malíř (* 18. března 1866)
- 1917
  - Judith Gautier, francouzská spisovatelka (* 25. srpna 1845)
  - Gaston Alibert, francouzský šermíř, specialista na šerm kordem (* 22. února 1878)
  - Georges Demenÿ, francouzský vynálezce, chronofotograf, filmař a gymnasta (* 12. června 1850)
- 1918 – Karl Elsener, švýcarský nožíř a podnikatel (* 9. října 1860)
- 1923 – Dietrich Eckart, německý antisemitský národovecký básník (* 23. března 1868)
- 1930 – George Davison, anglický fotograf (* 19. září 1854)
- 1931 – Melvil Dewey, americký knihovník a vynálezce (* 10. prosince 1851)
- 1933
  - Anatolij Lunačarskij, ruský marxistický politik a filozof (* 23. listopadu 1875)
  - Henry Watson Fowler, britský jazykovědec a lexikograf (* 10. března 1858)
  - Eduard Vilde, estonský spisovatel, průkopník kritického realismu (* 4. března 1865)
- 1938 – Max Eckert-Greifendorff, německý geograf, kartograf a učitel (* 10. dubna 1868)
- 1944 – Lev Vladimirovič Ščerba, ruský a sovětský jazykovědec (* 3. března 1880)
- 1951 – Heinrich Wild, švýcarský zeměměřický inženýr, vynálezce (* 15. listopadu 1877)
- 1952 – Władysław Strzemiński, polský malíř, teoretik umění a publicista (* 21. listopadu 1893)
- 1953 – Wolfgang Pagenstecher, německý malíř a heraldik (* 16. března 1880)
- 1957
  - Marek Čulen, slovenský politik (* 8. března 1887)
  - Artur Malawski, polský hudební skladatel, pedagog a dirigent (* 4. července 1904)
- 1960 – Georgij Michajlovič Brjancev, ruský sovětský spisovatel a scenárista (* 6. května 1904)
- 1961 – Otto Baumberger, švýcarský malíř a tvůrce plakátů (* 21. května 1889)
- 1966
  - Guillermo Stábile, argentinský fotbalový útočník a trenér (* 17. ledna 1905)
  - Herbert Otto Gille, generál Waffen-SS (* 6. března 1897)
  - Husajn al-Chálidí, palestinský arabský politik a starosta Jeruzaléma (* 1895)
- 1968 – Weegee, americký reportážní fotograf (* 12. června 1899)
- 1970 – Lilian Boardová, britská atletka, běžkyně (* 13. prosince 1948)
- 1972 – Harry S. Truman, 33. americký prezident (* 8. května 1884)
- 1974
  - Jack Benny, americký bavič (* 14. února 1894)
  - Ahmad Ismáíl Alí, egyptský maršál, vrchní velitel armády a ministr obrany (* 14. října 1917)
- 1977 – Howard Hawks, americký filmový režisér, scenárista, producent a spisovatel (* 30. května 1896)
- 1979 – Helmut Hasse, německý matematik (* 25. srpna 1898)
- 1980 – Richard Chase, americký sériový vrah, nekrofil a kanibal (* 23. května 1950)
- 1983 – Mustafa Mulalić, bosenskohercegovský politik (* 1896)
- 1985 – Dian Fosseyová, americká bioložka (* 16. ledna 1932)
- 1986 – Robert Gordon Wasson, americký spisovatel, bankéř a amatérský výzkumník (* 22. září 1898)
- 1988
  - Pablo Sorozábal, španělský dirigent a hudební skladatel (* 18. září 1897)
  - Otto Zdansky, rakouský paleontolog (* 28. listopadu 1894)
- 1989 – Kójó Išikawa, japonský policista a fotograf (* 5. července 1904)
- 1992
  - Róbert Rozim, slovenský pedagog, sportovec a atletický trenér (* 3. března 1936)
  - John George Kemeny, americký matematik, maďarského původu (* 31. května 1926)
- 1997 – Cornelius Castoriadis, řecko-francouzský levicový intelektuál (* 11. března 1907)
- 1999
  - Curtis Mayfield, americký hudebník (* 3. června 1942)
  - Wilhelm Aarek, norský pedagog a kvaker (* 17. dubna 1907)
- 2000 – Jason Robards, americký herec (* 26. července 1922)
- 2001 – Nigel Hawthorne, britský herec (* 5. dubna 1929)
- 2003 – Hans G. Conrad, německý fotograf a designér (* 11. června 1926)
- 2005 – Vincent Schiavelli, americký herec (Přelet nad kukaččím hnízdem) (* 1948)
- 2006 – Gerald Ford, americký prezident (* 14. července 1913)
- 2007
  - István Sándorfi, maďarsko-francouzský malíř (* 12. června 1948)
  - Tibor Cvacho, slovenský fotbalista (* 14. srpna 1968)
- 2011
  - James Rizzi, americký malíř (* 5. října 1950)
  - Sam Rivers, americký jazzový hudebník a skladatel (* 25. září 1923)
- 2012 – Rita Schober, německá romanistka (* 13. června 1918)
- 2013 – Boyd Lee Dunlop, americký klavírista (* 20. června 1926)
- 2014
  - Leo Tindemans, premiér Belgie (* 16. dubna 1922)
  - Stanisław Barańczak, polský básník, literární kritik a překladatel (* 13. listopadu 1946)
  - Giuseppe Pittau, italský římskokatolický kněz, arcibiskup (* 20. října 1928)
- 2016 – Barbara Tarbuck, americká herečka (* 15. leden 1942)
- 2018
  - Roy Glauber, americký fyzik (* 1. září 1925)
  - Al Hinkle, Američan úzce spjatý s Beat generation (* 9. dubna 1926)
- 2019
  - Sue Lyonová, americká filmová herečka (* 10. července 1946)
  - Jean-Louis Swiners, francouzský fotograf, fotožurnalista, důstojník (* 1. dubna 1935)
  - Miķelis Gruzītis, lotyšský hudebník a veřejně známá osobnost (* 29. září 1940)
- 2021
  - Karolos Papulias, řecký politik a prezident země (* 4. června 1929)
  - Desmond Tutu, jihoafrický anglikánský arcibiskup, teolog, bojovník proti apartheidu (* 7. října 1931)

## Svátky

### Česko
- Svátek: 2. svátek vánoční
- Štěpán

### Svět
- Slovinsko – Den samostatnosti a jednoty

Liturgický kalendář
- Svatý Dionysius, 25. papež katolické církve

## Pranostiky

### Česko
- Chodí-li Kateřina po ledě, chodí svatý Štěpán po blátě.
- Když je Barborka ucouraná, chodí svatý Štěpán po ledě.
- Svítí-li na koledu v noci měsíc, bude ve stodole hojně obilí.
- Svítí-li na den svatého Štěpána slunce, bude drahé ovoce.
- Na svatého Štěpána když vítr prudce zavěje,
 víno před zkázou jistou se chvěje.
- Jestli Štěpán valným větrem fouká, vinohrad na něj smutně kouká.
- Pakli na Štěpána větrové uhodí
příští rok víno špatné se urodí.
- Na svatého Štěpána každý se má za pána.
- Když na Štěpána silný vítr bouří, vinař smutně oči mhouří.

| 26. prosinec v pražském KlementinuÚdaje jsou platné k 11. 3. 2025. | 26. prosinec v pražském KlementinuÚdaje jsou platné k 11. 3. 2025. | 26. prosinec v pražském KlementinuÚdaje jsou platné k 11. 3. 2025. |
| minimum                                                            | denní průměr                                                       | maximum                                                            |
| ------------------------------------------------------------------ | ------------------------------------------------------------------ | ------------------------------------------------------------------ |
| −24,8 °C (1853)                                                    | 1,1 °C (od 1961)                                                   | 14,6 °C (2015)                                                     |